# آلبرت مامفورد
آلبرت مامفورد (انگلیسی: Albert Mumford؛ ۷ ژوئن ۱۸۶۵ – ۱۹۲۶ (۶۰−۶۱ سال)) بازیکن فوتبال اهل پادشاهی متحد بریتانیای کبیر و ایرلند بود.
از باشگاه‌هایی که در آن بازی کرده‌است می‌توان به باشگاه فوتبال شفیلد ونزدی اشاره کرد.